# Eceda Mare
Eceda Mare (în maghiară Nagyecsed) este un oraș în districtul Mátészalka, județul Szabolcs-Szatmár-Bereg, Ungaria, având o populație de 6.756 de locuitori (2011). 

## Demografie
Componența etnică a orașului Eceda Mare
     Maghiari (81,65%)
     Romi (18,07%)
     Necunoscut (0,07%)
     Alții (0,21%)
Componența confesională a orașului Eceda Mare
     Reformați (55,28%)
     Fără religie (13,34%)
     Greco-catolici (6,08%)
     Romano-catolici (4,8%)
     Necunoscută (20,46%)
     Atei (0,04%)
     Alte religii (1,97%)
Conform recensământului din 2011, orașul Eceda Mare avea 6.756 de locuitori. Din punct de vedere etnic, majoritatea locuitorilor (81,65%) erau maghiari, cu o minoritate de romi (18,07%). Apartenența etnică nu este cunoscută în cazul a 0,07% din locuitori.  Din punct de vedere confesional, majoritatea locuitorilor (55,28%) erau reformați, existând și minorități de persoane fără religie (13,34%), greco-catolici (6,08%) și romano-catolici (4,8%). Pentru 20,46% din locuitori nu este cunoscută apartenența confesională.